# Храмн
Храмн (Chramne, між 520 та 540 —560) — 1-й король Аквітанії у 555—560 роках. Ім'я зі давньофранкської мови перекладається як «Крук».

## Життєпис
Походив з династії Меровінгів. Син Хлотаря I та Хунзіни. Стосовно дати у дослідників немає впевненості: десь між 520 та 540 роками. У 555 році, після смерті короля Теодебальда, Хлотар I заволодів королівством останнього та частиною Аквітанії (з містами Клермон, Яволс, Ле-Пуй, Каор, Лімож, Альбі, Родез, Лодєв та Озе і Бурж). Над нею королем поставлено Храмна.
Храмн, щоб вступити у формальні права володіння цими землями, наслідуючи звичаї давніх германських королів, вирушив об'їжджати нові володіння. Він змінив графів у містах Клермон, Лімож, Тур.
Перебуваючи в Клермоні, Храмн відповідно до хронік оточив себе молодими людьми, прислухався до їхніх порад і наказував їм силою викрадати дочок місцевих аристократів. У цьому напевне знайшла відображення політика франків, спрямована на обмеження старовинних впливів місцевої знаті, що відбилося на оцінці діяльносі Храмна. При цьому дослідники звертають увагу, що Клермон був головним містом Оверні, де найтриваліше зберігала вплив римо-галльська знать.
Водночас став втручатися у церковні справи, погиркавшись з Кавтіном, впливовим єпископом Клермона. За свої дії, на думку сучасників, Храмна було покарано тяжкою хворобою: від сильної гарячки у нього випало на голові волосся (також можливо то була якась отрута). Для короля з династії Меровінгів втрата волосся була тяжким ударом, оскільки в наявності волосся та в його довжині полягав знак королівської гідності.
Тим часом у землі Хлотаря I вдерлися сакси, яких привів Хільдеберт. Скориставшись тим, що батько поїхав на війну, Храмн за підтримки частини аквітанської знаті захопив частину батьківських земель і проголосив себе незалежним королем Аквітанії. Батько послав проти останнього війська на чолі із синами Харібертом і Гунтрамном. Битві завадила раптово буря, після якої Храмн через розвідника-іноземця сповістив братів про уявну загибель батька на війні з саксами. Харіберт і Гунтрамн поспішили до Бургундії. Скориставшись ситуацією, Храмовий захопив Шалон, а його дядько Хільдеберт — Реймську Шампань. Храмн оженився на доньці Віліахара, графа Орлеана. Після цього зустрівся в Парижі зі своїм союзником і уклав союз проти Хлотаря I.
Втім у 558 році Хільдеберт помер, і Храмн залишився без союзників. Він помирився з батьком, але незабаром знову порушив вірність. Переслідуваний Хлотарем I Храмн вирушив до Бретані і сховався там зі своєю дружиною і дітьми у бретонського графа Хонобера у місті Ханаон.
У 560 році Хлотарь I здійснив похід на Бретань. Храмн з бретонцями виступили проти нього, але зазнав поразки. Хонобер загинув у бою. Храмн біг до моря, де у нього були напоготові кораблі, але його наздогнали вояки його батька.
Хлотар I наказав спалити його разом з дружиною і дітьми. Їх замкнули в хатині у Ваннеті, де Храмна повалили на лаву і задушили хусткою, а потім підпалили хатину.